# Chupe de camarones
El chupe de camarones es un chupe típico de las gastronomías peruana, chilena y ecuatoriana.
En Perú, es tradicional en la gastronomía arequipeña y se sirve en todas las picanterías de la ciudad. Además de estar muy difundido en Callao y Lima,se prepara también en todo el país, y particularmente los valles de la Costa Sur.

## Descripción
Es una sopa espesa y picante que lleva como ingredientes principales camarones de río, papa amarilla, queso fresco, leche, habas, choclo y huevo, además de un aderezo a base de ají colorado y huacatay.
Tradicionalmente, los camarones necesarios para su elaboración son capturados en los ríos del Perú, sobre todo en Ocoña, Camaná  y Majes. Es un tipo de sopa de larga tradición andina (lleva ingredientes autóctonos, como papa, tomate, choclos, ajíes) a la que se han incorporado ingredientes mediterráneos (leche evaporada, arroz y queso fresco) debido a la conquista hispana en el siglo XVI.

El chupe de camarones también es un plato tradicional en varias regiones de Ecuador, especialmente en la costa, donde el marisco es una parte fundamental de la dieta. Aunque el chupe de camarones es conocido en toda la costa ecuatoriana, las provincias de Manabí y Esmeraldas tienen sus propias variaciones y tradiciones relacionadas con este plato.

### Preparación
Aunque cada región y hogar puede tener su propia versión, los ingredientes básicos del chupe de camarones suelen incluir camarones frescos, papas, leche, cebolla, ajo, y especias como el comino, el achiote y el cilantro. Aquí te dejo una receta básica:

#### Ingredientes
- 1 libra de camarones frescos
- 4 papas medianas peladas y cortadas en cubos
- 1 cebolla blanca finamente picada
- 2 dientes de ajo picados
- 1 taza de leche
- 1 cucharada de achiote
- 1 ramita de cilantro
- Sal y pimienta al gusto
- Aceite para sofreír

#### Preparación
1. Sofrito: En una olla grande, calienta un poco de aceite con achiote. Sofríe la cebolla y el ajo hasta que estén tiernos y fragantes.
2. Cocción de las papas: Agrega las papas a la olla y cúbrelas con agua. Deja hervir hasta que las papas estén cocidas, unos 10-15 minutos.
3. Camarones: Mientras las papas se cocinan, pela los camarones y resérvalos. Los camarones se agregan al final para que no se cocinen de más.
4. Leche y camarones: Cuando las papas estén listas, añade la leche y los camarones. Cocina a fuego bajo hasta que los camarones estén cocidos, unos 5 minutos.
5. Condimentos: Añade sal, pimienta y cilantro picado. Cocina unos minutos más para que los sabores se integren.
6. Servir: Sirve caliente, acompañado de arroz blanco o pan.